# 南北战争
美國内戰（英語：American Civil War），中文通稱南北战争，是美國自1861年至1865年發生的內戰，交戰雙方為北方的聯邦陣營（the Union，或稱"the North"）以及南方的邦聯陣營（the Confederacy，或稱"the South"）。戰爭爆發的起因為蓄奴州及自由州之間的政治對立，後來隨著維持蓄奴的南方各州脫離聯邦另立「美利堅聯盟國」而演變為全面內戰，最終以聯邦陣營的戰勝與美國奴隸制度的廢除落幕。
最初，北方称其为叛乱战争，南方称其爲独立战争，其后名称漸漸中立，称爲「美国内战」。其為美國歷史上造成傷亡最大的軍事衝突，估計約有10％的20-45歲北方男性和30％的18-40歲南方白人男性在戰爭中死亡。

## 內戰起因
美國各州與中央政府之間自共和成立初期曾有過一場持續的紛爭，不管是對於中央的權力或者公民的效忠。例如1798年的《肯塔基及弗吉尼亚决议案》便公然反對《客籍法和鎮壓叛亂法》，另外在哈特福特會議中，新英格蘭表示反對麥迪遜總統與1812年戰爭。
於1828年與1832年，國會通過提高對歐洲工業產品的關稅以利北方各州的工業。由於這項關稅政策將對倚重歐洲大量外銷農產的南卡羅萊那州及其它南方各州造成經濟上之衝擊，美國南方農業州擔心歐洲各國會報復美國而提高對美國農產的關稅，因此強烈反对。對此南卡羅萊那州議會召開州代表大會，通過《聯邦法令廢止權條例》，宣佈1828及1832年的關稅法於該州內無效作廢。州議會並通過相關法令以貫徹該項條例，包括授權組織軍隊與購置武器。為回應南卡羅萊那州的威脅，國會通過了《軍力動員法》，而傑克森總統於1832年11月派遣七艘小型海軍船隻與一艘武力軍艦前往查理斯頓。12月10日，傑克森振辭反制聯邦法令廢止權條例的一方。
在内战前夕，美国是由四个截然不同的区域组成的国家：
1. 東北部（即今新英格蘭）—成長中的工業與商業及相應之人口密度增長；
2. 西北部（即今美國中西部）—自由農民於此迅速發展。因為西北條例的制度，禁止奴隸制；
3. 上南方—墾殖農場，但部份區域經濟衰退；
4. 西南方—雨後春筍般蓬勃發展的棉花經濟區。

這時19世紀最暢銷的小說——《湯姆叔叔的小屋》出版。這本反奴隸制小說深刻地描繪出奴隸制度殘酷的本質，並認為基督徒的愛可以戰勝由奴役人類同胞所帶來的種種傷害，這讓北方的人民知道奴隸們的辛酸血淚，加速《廢奴令》的頒布。小說中關於非裔美國人與美國奴隸制度的觀點曾產生過意義深遠的影響，並在某種程度上激化導致美國內戰的地區局部衝突。
南北戰爭爆發前，美國憲法为将来政府提供和平辩论的基础，并且能够平衡这个新的国家关系中的利益冲突和矛盾，在数年间，自由州和蓄奴州的数目在妥协中逐渐令参议院得以平衡。1845年最后一个蓄奴州得克萨斯得到承认，五个自由州在1846年到1859年间得以认可，原先是蓄奴州的堪萨斯在先前被拒絕，随后在1861年以自由州加入。随后在北方兴起大规模民主的工业革命和工业化浪潮，旧的两党格局解除，日益激烈和敌对的意识形态导致以往为了避免危机而订立的君子協定（例如密苏里妥协与1850年妥协）越来越不可能（堪薩斯內布拉斯加法案打破這個原則）。同时美南各州保持奴隶制，让北方各州成为新移民优先选择的目的地，以致美北在国会和总统选举优势按照人口规模日益强大。

亞伯拉罕·林肯
第16任美國總統（1861-1865）

1850年代党爭在本质和強度急剧转變。共和党在1854年成立，當時這個新生政黨與林肯都反對自由貿易，以便保護美北新興的工業。此外共和党得到不支持奴隶制的北方人和西部人的支持。共和党還贏得很多前輝格黨员及擔心美國參議院、布坎南政府及最高法院受南方影響的北方前民主黨员的支持。
同时，棉花的豐厚利潤加深南方對種植及奴隸的依賴，南方各州的政治和社會亦被少部份奴隸主（特別是棉農）所把持。
共和黨林肯的當選引發南方的脫離。林肯是廢奴主義之中的溫和派。他承諾盡其所能反對奴隸制度在新領土的擴張（及阻止任何新蓄奴州加入聯邦）；但也強調聯邦政府無意廢除已實行州份的奴隸制度，所以他會執行逃奴法。南方州份則預期會對它們獨特的制度敵意增加，並不信任林肯以及其他更為激進主張全面廢奴的共和黨員。林肯甚至在1858年以《自相分争之家演说》鼓勵廢奴主義者通過對奴隸主的經濟補償并組織前奴隸遷離蓄奴州，漸進地以和平手段終止蓄奴制度。
由於林肯勝選總統，蓄奴州失去在參議院的權力平衡，並將會面對在總統府和國會在數十年控制後的持續弱勢。南方人也感到不能阻止類似莫里爾關稅法的保護主義關稅。
在1798年《肯塔基及弗吉尼亚决议案》及1832年拒行聯邦法危機之前經已辯論，面對關稅的威脅，南方以此為由單方面行使州權脫離聯邦。

## 國家分裂

### 南北對立與衝突
來自美國北方的共和黨人林肯雖然不是解放黑奴的倡議者，但他認為蓄奴不人道，反对擴大蓄奴，而一向以奴隸來發展產業的南方對此感到強烈反對。然而，北方對於南方此等反人道行為亦產生仇視心理，雙方開始出現矛盾。 1860年，林肯當選總統，而林肯在政綱中提及的保護性關稅及《宅地法》大大削弱了南方奴隸主的利益。這使南卡罗来纳州在1861年旋即宣布退出聯邦，而南方各州亦紛紛響應南卡羅來納州，脫離聯邦，並成立美利堅聯盟國，推舉來自肯塔基州的杰斐逊·戴维斯為總統。兩個月後，南方政府開始發動武裝起事，北方政府被逼應戰，南北戰爭開始爆發。
1860年美國總統選舉後，在林肯入主白宮前，有七個州脫離聯邦，1861年2月9日，它們組織建立了一個新的南方政府—美利堅聯盟國。在布坎南的輕微抗議下，它們取得範圍內聯邦城堡和物業的控制權。諷刺的是，在脫離後，反抗的州份減弱對有爭議地域的要求，取消北方歸還逃奴的責任，並保證它們長期反對的議案和修訂得到順利通過。1861年4月12日內戰由邦聯將領皮埃尔·博雷加德向南卡羅萊那州查爾斯頓港的薩姆特堡開火開始。

内战期間的勢力分佈圖：
United States 州份（奴隶制违法）
美利坚合众国领地（奴隶制违法）
“血溅堪萨斯”，合众国州份（奴隶制违法）
美利坚合众国边界州份（奴隶制合法）
----
Confederate States of America 州份（奴隶制合法）
美利坚联盟国领地（奴隶制合法）

### 南方七州
共有七個州脫離聯邦，這些州分別是：
1. 南卡羅萊納州（1860年12月21日）
2. 密西西比州（1861年1月9日）
3. 佛羅里達州（1861年1月10日）
4. 阿拉巴馬州（1861年1月11日）
5. 喬治亞州（1861年1月19日）
6. 路易斯安那州（1861年1月26日）
7. 德克薩斯州（1861年2月1日）

这些奴隶制和棉花种植园农业占主导地位的「深南」州于1861年2月4日成立了美利堅聯盟國，傑斐遜·戴維斯被提名為總統，並且依據美國憲法建立政府。在南卡羅萊納的薩姆特堡戰役后，林肯号召所有其余州的部队收复薩姆特堡，结果維吉尼亞州、阿肯色州、北卡羅萊納州、田纳西州四州脫離联邦。

### 邊界州
在維吉尼亞州周圍的馬里蘭州、德拉瓦州、密蘇里州及肯塔基州雖然仍保有奴隸制度（亦即所謂的「蓄奴州」），但並未加入南方邦聯，這四州以及西維吉尼亞州（維吉尼亞州西北方部分郡縣的居民拒絕脫離美國聯邦政府，於是另組西維吉尼亞州加入聯邦）成為南北戰爭的邊界州。
德拉瓦州雖然在1860年的選舉支持南方的民主黨候選人約翰·C·布雷肯里奇，但是蓄奴制度並不普遍，是以並未考慮脫離聯邦政府。馬里蘭州的多數公民當初亦支持布瑞肯里奇，不過隨著1861年巴爾的摩暴動因聯邦政府宣布戒嚴法而平息之後，州議會於同年4月27日否決了脫離聯邦政府的提案。密蘇里州以及肯塔基州雖然並未脫離美國聯邦政府，但是部分政治人物組成了所謂的獨立政府（"secessions"），並且獲得了南方邦聯的認可。
密蘇里州州長克雷泵·傑克森（Claiborne F. Jackson）因為支持南方的獨立運動，所以在1861年離開了該州首府傑佛遜市，並於娜秀鎮（Neosho）組成流亡政府，並宣布脫離聯邦；南方邦聯則於同年10月30日予以承認。同一時間，美國聯邦政府在密蘇里召開制憲大會否決脫離聯邦的提案並且另組州政府。
雖然肯塔基州並未脫離聯邦，但是在南北戰爭期間該州長期宣布中立。在南軍短暫佔領該州期間，同情南方的民眾以及政治人物發起了獨立大會，並選出州長，此一政府旋即獲得南方邦聯的承認。
如前所述，維吉尼亞州西北部的居民因為拒絕脫離聯邦政府，最終脫離維吉尼亞州，並宣佈將逐步廢除奴隸制度，該州於1863年正式以西維吉尼亞州的名義加入聯邦。除維吉尼亞州之外，其他南方各州也曾零星發生類似的反獨立運動，不過都被南方邦聯以軍事戒嚴的方式弭平。另一方面，新墨西哥領地雖然效忠聯邦政府，但是該州南方各郡縣決議脫離聯邦，並以亞利桑那領地的名義加入南方邦聯。雖然新墨西哥領地從未宣布脫離聯邦政府，但是南方邦聯宣稱擁有新墨西哥領地的主權，並曾於1862年3月13日至4月6日間，短暫地佔領其首府圣菲，不過南方邦聯並未進而籌組新墨西哥州臨時州政府。

## 戰爭爆发

### 分裂危机
林肯在1860年美國總統選舉獲勝引發南卡羅萊那州脫離聯邦。1860年12月20日，南卡罗来纳州召开大会，一致同意脱离联邦，并发表了脱离联邦宣言。在1861年1月和2月，又有六個“棉花州”做出同樣的舉動，他们分别是密西西比、佛罗里达、阿拉巴马、佐治亚、路易斯安那以及得克萨斯。在2月7日，七個州為邦聯採納臨時憲法並在蒙哥馬里建立首都。戰前的2月在華盛頓特區召開的1861和平會議嘗試解決危機失敗。其餘南部各州仍然留在聯邦。部分脫離聯邦的州奪取在範圍內的聯邦要塞（但未取得薩姆特堡），總統布坎南抗議，但除嘗試補給桑特堡失敗外沒有作出認真的軍事反應。不過，麻薩諸塞州、紐約州及賓夕法尼亞州的州長秘密購入武器及訓練軍隊。
不到一個月，在1861年3月4日，林肯正式就任美國總統，在他的總統就職演讲中，他主張憲法作為一個“更完美的結合”，有別於之前的邦聯條例，是一份有約束力的合約；並宣稱脫離聯邦“在法律上無效”。他聲稱無意入侵南部各州，但將使用武力以維持聯邦财产的所有權。他的演說以請求恢復聯邦關係而結束。
南方州曾經派出代表到华盛顿，並願意購下聯邦所有物業及與聯邦討論和平條約。林肯以邦聯不是合法政府為由拒絕任何與邦聯代表的交涉，而交涉等同承認邦聯為一個有主權的政府。

### 萨姆特堡战役
南卡羅萊那州查爾斯頓的薩姆特堡是三個在邦聯範圍內仍然受聯邦控制的要塞之一，而且林肯堅持要守住它。在邦聯總統傑佛遜·戴維斯的命令下，邦聯政府的皮埃尔·博雷加德部隊在4月12日至13日炮擊要塞，迫使要塞投降。

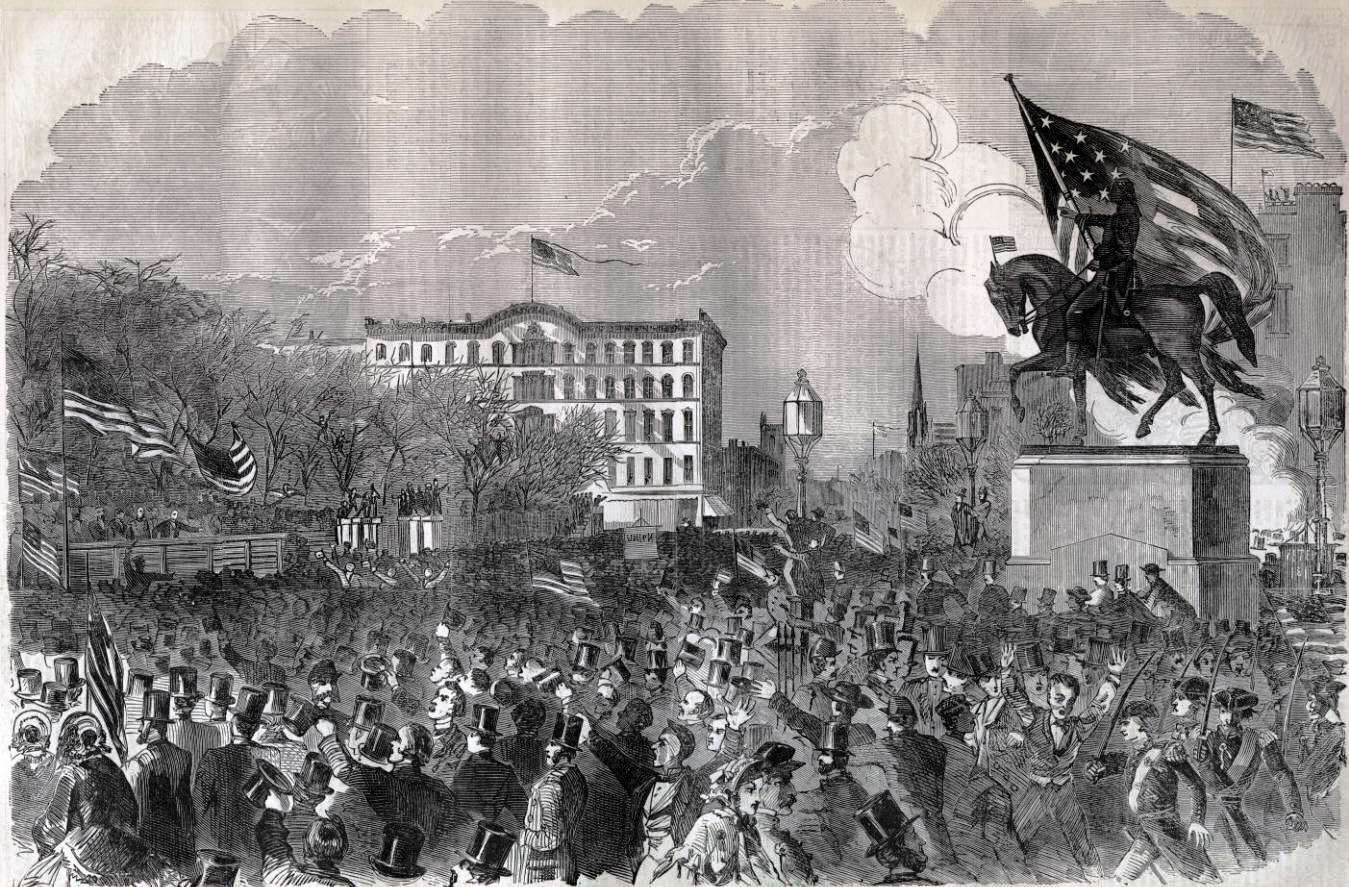
1861年4月20日，纽约市举行支持联邦的大规模集会

林肯随即號召各州派遣部隊重奪要塞及保護聯邦。在當時叛亂仍處於小規模狀態，林肯一开始只准备召集75,000名志愿兵进行90天的服役。在數個月前，部分州長已經開始準備民兵。马塞诸塞州州长在次日開始行動，将州内的兵团送上开向南方的列车。1861年5月3日，林肯发起新的募兵，扩招42000名志愿兵，服役期3年。
四個上南方州（田納西州、阿肯色州、北卡羅萊那州及維吉尼亞州）虽曾經多次拒絕邦聯提議，但此时拒絕聯邦派遣軍隊對抗邦聯，宣佈脫離聯邦，並加入邦聯。為報答維吉尼亞州，邦聯遷都到里士满。

### 蟒蛇計劃及聯邦封鎖，南北全面開戰

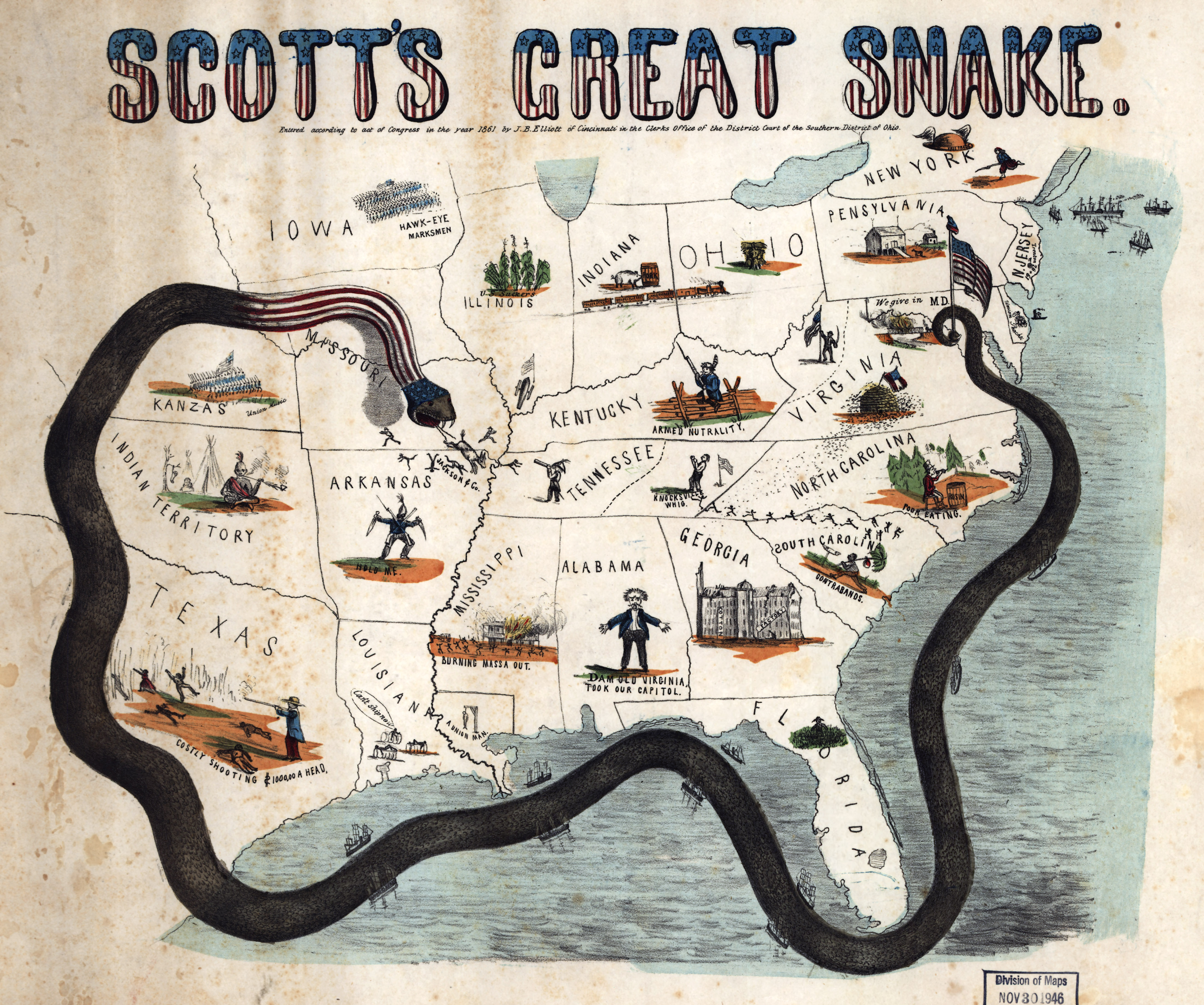
1861年史考特「蟒蛇計劃」的漫畫

美軍司令溫菲爾德·史考特訂定蟒蛇計劃以流血最少的方式贏得戰爭。該計劃是以聯邦封鎖（Union Blockade）主要港口來削弱邦聯經濟；然後奪取密西西比河以切斷南部。喬治·B·麥克萊倫主張立即攻擊里士满，史考特對此有所保留，但林肯支持。
1861年5月，林肯對所有南部港口實施聯邦封鎖，終止邦聯大部分國際船運。違法的船隻及貨物被擄獲，保險並不理賠。在1861年後期，封鎖阻止大多數港口之間的交通，並中止棉花貿易，打擊南方經濟。英國投資者建造小型快速的走私船從古巴及巴哈馬運來軍火及奢侈品交換高價的棉花及煙草。走私船被擄獲時，船及貨物被出售，收入歸聯邦水手，英國船員則獲釋。封鎖引發糧食及其他用品的短缺，加上邦聯徵收糧食，導致南部惡性通貨膨脹及糧食暴動。
1862年3月，邦聯海軍鐵甲艦維吉尼亞號（CSS Virginia）向聯邦海軍發動攻擊藉此打開封鎖；初期勢不可擋，但次日在漢普頓錨地海戰與新型聯邦戰艦莫尼特號（USS Monitor）交戰。戰役不分勝負，這對聯邦而言是保住封鎖的戰略勝利。邦聯在逃走時鑿沉維吉尼亞號以避免被擄，於是邦聯開始建造莫尼特號的複製品。由於欠缺建造高效能戰艦的技術，邦聯嘗試向英國購入戰艦。1865年1月聯邦在第二次非瑟堡之役的勝利封鎖最後一個南方可用的港口並中止走私。

## 东部战场（1861–1864）
东部战场囊括在阿巴拉契亚山脉以东的军事行动，地理上包括弗吉尼亚、西弗吉尼亚、马里兰、宾夕法尼亚、哥伦比亚特区，以及北卡罗来纳的海岸堡垒及海港。
由于在弗吉尼亚州馬納沙斯小撮邦联军队的猛烈抵抗，在1861年7月，在欧文·麦克道尔少將率领一次向邦联的行军并进行第一次马纳沙斯之役（第一次牛奔河之役），及後被邦聯軍將領約瑟夫·強斯頓及皮埃尔·博雷加德擊退返回華盛頓。
1861年7月东战场展开马纳沙斯会战。7月21日，北方发起向南方首都里士满进军的攻势，3.5万北方军队排着整齐队形，在军乐声中向里士满进军。由于北军事先大张声势，认为南军不堪一击，加上这一天是星期六，于是许多华盛顿市民、国会议员、记者等身着盛装，携妻带子，提着装有野餐的篮子，有的坐马车，有的随军队步行，像过节一样前来战地观光，看热闹。
南军2.2万在铁路枢纽马那萨斯列阵相迎。北军在观众的欢呼声中向南军发起攻击，猛烈的砲火把南军阵地笼罩在烟雾中。北军继而跨过布尔河向对岸发起冲鋒。不料南军指挥官是名将湯瑪士·傑克森，他沉着指挥，击退北军五次冲锋。由于双方军服几乎相同，一时敌我难辨，战场一片混乱，战斗十分激烈。不久，南军9000援军赶到，发起反攻。缺乏训练的北军一触即溃，丢下大批枪枝弹药逃回华盛顿。这一仗，北军损失約3000人，南军损失不到2000人。
這次戰役中，南軍將領湯瑪士·傑克森得到「石牆」的稱號，因為他有如石牆般抵禦聯邦軍隊。美国国会被這次失敗所驚醒，為防止更多蓄奴州脫離聯邦，同年7月25日通过克里斯坦-琼森声明，聲稱戰爭是為保存聯邦而不是終止奴隸制度。
喬治·麥克萊倫少將在7月26日接手聯邦波多馬克軍團（他曾當聯邦軍司令，但其後讓亨利·哈勒克接替），戰爭在1862年正式展開。
在总統林肯強烈要求開始進攻行動下，麥克萊倫在1862年春季由里士满東南方約克河與詹姆斯河之間的維吉尼亞半島入侵弗吉尼亚州。雖然麥克萊倫在半島會戰（Peninsula Campaign）中一度推進至里奇蒙大門，然而在七松之役中，約瑟夫·強斯頓阻止他的前進，隨後羅伯特·李和部下詹姆斯·隆史崔特、約瑟夫·強斯頓在七天戰役將他击退。此外，麥克萊倫違反總司令哈勒克的命令，未支援在維吉尼亞州由約翰·波普所率領的联邦軍，令羅伯特·李的邦聯軍更易打敗为数兩倍的敵軍，獲得北弗吉尼亚會戰的勝利。
在第二次牛奔河之役的鼓勵下，邦聯首次入侵北部，9月5日，李將軍率領北弗吉尼亚軍團45,000人越過波多馬克河進入马里兰州。林肯隨後將波普的部隊歸還麥克萊倫。9月17日，麥克萊倫和李將軍在馬里蘭州夏普斯堡附近安提耶坦之役交戰，是美國歷史上最血腥的一天。李的軍隊最後被阻止，在被麥克萊倫殲滅之前撤回弗吉尼亚州。安提耶坦之役被認為是聯邦的勝利，因為它阻止李將軍的北侵，並讓林肯有機會宣佈《解放黑人奴隸宣言》。
然而麥克萊倫未能在安提耶坦追擊後，因而被安伯洛斯·伯恩賽德少將接替。然而伯恩賽德很快就在12月13日的弗雷德里克斯堡戰役落敗，他向瑪莉高地發動正面進攻卻徒勞無功，超過12,000聯邦士兵傷亡，戰後伯恩賽德被約瑟夫·胡克少將取代。但胡克同樣無法擊敗李將軍的軍隊，雖然數量上與邦聯比較超過2比1，他在1863年5月在錢斯勒斯維爾戰役遭到羞辱。在6月李將軍的第二次北侵被喬治·米德少將接替。米德在7月1日至7月3日最血腥的蓋茨堡之役打敗李將軍，並被認為是整場內戰的轉捩點。在7月3日的皮克特衝鋒亦是邦聯軍的最後高潮，不單是因為它代表李將軍計劃向華盛頓施壓的終結，而且控制密西西比河的主要據點維克斯堡在翌日被格蘭特所指揮的聯邦軍攻陷。此役李軍死傷約28,000人，米德軍23,000人。但林肯不滿米德未能攔截李的撤退，在米德發動不具決定性的秋季攻勢後，林肯決定轉向西部戰場。

## 西部战场（1861–1863）
西部战场是指阿巴拉契亚山脉和密西西比河之间的战场，包括阿拉巴马、乔治亚、佛罗里达、密西西比、北卡罗来纳、肯塔基、南卡罗莱纳、田纳西，以及部分路易斯安那。
正當邦聯軍在東部取得無數的勝利時，他們卻在最關鍵的西部失敗。邦聯軍在早期的豌豆岭战役中被聯邦軍從密蘇里州趕了出去。另外，邦聯的李歐尼達斯·波克（Leonidas Polk）將軍在肯塔基州發動的侵入行動，結果也激怒該州的民眾，因此，肯塔基州便成為邦聯的敵人。
纳什维尔（田納西州的首府）也於1862年輸給聯邦軍。自從1862年5月份，密西西比州的第10號島（Island No. 10）、密蘇里州的New Madrid、田納西州的孟菲斯和路易斯安那州的新奧爾良幾個南方大城市都被聯邦軍佔領，從此，聯邦軍便可在密西西比州的土地上如「入無人之境」一般。只剩下维克斯堡（密西西比州西南部的城市）在整條河的對岸繼續與聯邦抗衡。
邦聯軍的布雷斯頓·布瑞格（Braxton Bragg）將軍亦在第二次肯塔基州的侵略行動中被聯邦軍的比爾（Don Carlos Buell）將軍，於血腥的培利維爾（Perryvillel）戰役中被趕走。數月後又在Stone River戰役裡被William S. Rosecrans的軍團於田納西州打敗。但是，邦聯軍於近田納西州的邊境，喬治亞州裡的奇卡牟加戰役中取得勝利。因為布雷斯頓·布瑞格將軍在這場戰役裡得到詹姆斯·隆史崔特軍團的支援（李將軍的東部援軍）。儘管聯邦的George Henry Thomas軍團在那裡英勇奮守，最終也只能撤退。
聯邦的主要戰爭策略是來自西部的尤里西斯·格蘭特所出的謀略，他曾在這次內戰中控制敵軍的Donelson和Henry等要塞，和田納西州的坎伯蘭河。鞏固聯邦政府對於密西西比州的控制，以及開始美國內戰的轉捩點。而且，尤里西斯將軍更把邦聯軍由田納西州趕了出去，並向邦聯的「心臟」地點進行入侵，那就是佐治亞州的亞特蘭大。

## 泛密西西比战场（1861–1865）
泛密西西比战场是指密西西比河以西、太平洋战场以东的作战地区。
泛密西西比战场的第一场主要战役是1861年8月10日发生的威尔森溪战役（Battle of Wilson's Creek），邦聯军在密苏里的斯普林菲尔德击败联邦军。邦聯军在后来1862年3月的豌豆岭战役后被驱逐出密苏里州。
於1861年，邦聯在亞利桑那州和新墨西哥州的戰役都一直順暢。而且該地的居民亦很快適應邦聯的條令，更要求邦聯派出軍隊將當地駐守的聯邦軍趕走。後來，邦聯軍便派出Col. John Baylor將軍執行任務，並攻佔新墨西哥州的一個叫Mesilla的城鎮，還活捉幾名聯邦將領。次年（1862年），邦聯軍隊欲北上奪取聯邦的領土，但被由聯邦派出的加州援軍打敗，因此被逼退守亞利桑那州。
Glorieta Pass戰役是一場「小規模戰鬥」，因為在此次鬥爭裡雙方各有損傷（聯邦有140人死，聯盟則有190人死）。但若邦聯軍繼續向北追上，就有可能奪取到聯邦的要塞和科羅拉多州的丹佛城。所以，有一名來自德州的市民就發言說「如果沒有那些來自派克峰的混帳（Pike's Peak，即聯邦軍）來阻擋我軍，可能整個國家都是屬於我們的了！」在4月份，加州組織聯邦軍隊，並於Picacho Pass戰役中將駐亞利桑那州的邦聯軍徹底趕走。至於美國的東部，雙方的戰爭已進行將近3年，而西北部的戰役亦宣告終結。

聯邦曾經在1862年戰爭快結束的時期，幾次欲奪取德克薩斯州、密西西比州和路易斯安那州的領土。因此，這三個州便在河流上進行封鎖行動。尤其是德克薩斯州，他幾乎佔領和封鎖所有東部的港口。同時，為了給邦聯有「後門」可逃，德克薩斯州和路易斯安那州的西部地區一直以來都不停地在陸地上，向墨西哥的Matamoros自治市提供棉屬植物等莊稼，更派人航行至歐洲各地交換供應，以收買人心。聯邦為了阻止這些行動，決定對德克薩斯州進行侵略，但是每次都失敗。邦聯的勝利例如在：德克薩斯州境內的加爾維斯敦和Sabine Pass戰役。這兩次戰爭都把聯邦的軍隊徹底地擊退。特別是聯邦軍災難般的失敗，就是在路易斯安那州西部的紅河戰役（Red River Campaign），和知名的Mansfield戰役。這些勝利終結聯邦軍對這些地區的侵略計劃，直到邦聯垮台之後。自從邦聯在東部被困和李將軍的投降，內戰在未來幾个月裡依然沒有停止。雙方的最後會戰是在德克薩斯州南部的Palmito Ranch戰役。諷刺地說，這是邦聯的「大勝利」。

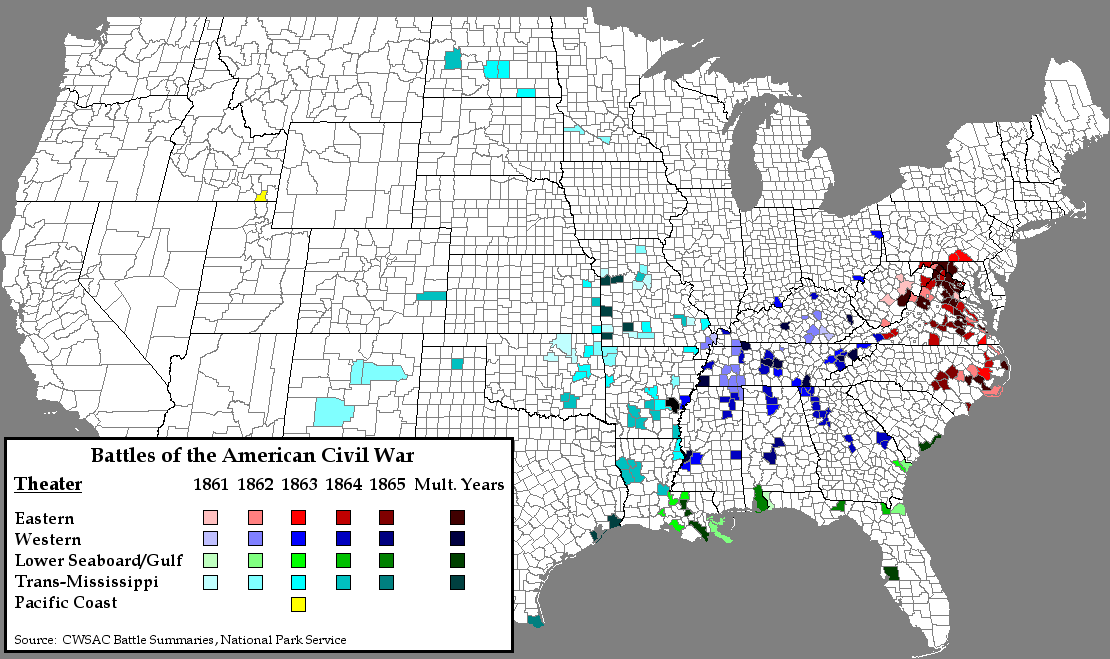
南北戰爭時各戰役分佈圖

## 征服弗吉尼亚
1863年時格蘭特将军已经控制整个密西西比河流域，將南方分割成东西两个部分，战略格局也从此改变。1864年初，林肯任命格兰特为联邦军总司令。
格兰特在波托马克军团建立了他的司令部，并令威廉·谢尔曼将军指挥大部分西部军队。格兰特理解全面战争的概念，并与林肯和谢尔曼一起相信，只有彻底击败南方军队及其经济基础才能结束战争。这是一场全面战争，不是要杀害平民，而是要夺取粮食和饲料、摧毁房屋、农场和铁路，按照格兰特的说法，“不然就是支持分裂国家和叛乱。我认为这项政策对加速战争结束产生了重大实质性影响。”格兰特设计了一个协同战略，从多个方向打击整个联盟国。乔治·米德将军和本杰明·巴特勒将军奉命在里士满附近对抗罗伯特·李，弗朗茨·西格尔将军（以及后来的菲利普·谢里登将军）将进攻仙南度山谷，谢尔曼将军将攻占亚特兰大并向大海（大西洋）进军，乔治·克鲁克将军和威廉·艾弗瑞尔将军则在西弗吉尼亚州打击铁路供给线，纳撒尼尔·P·班克斯将军被派去占领阿拉巴马州的莫比尔。 
格兰特的军队开始了陆上攻势（Overland Campaign），目的是让罗伯特·李参与保卫里士满，在那里他们将试图牵制并摧毁南方邦联军队。联邦军队首先试图绕过李并打了几场战斗，包括莽原战役、斯波西瓦尼亚和冷港战役。这些战斗导致双方损失惨重，迫使李的联盟军一再退缩。
巴特勒将军试图从南部包抄李，最终失败。每场战斗都给联邦军带来了损失，但与之前的将军们不同的是，格兰特选择继续战斗而不是撤退。格兰特很顽强，不断向李的北弗吉尼亚军团施压，将他们逼回里士满。当李准备迎接对里士满的进攻时，格兰特出乎意料地向南跨过詹姆斯河，开始了对彼得斯堡的长期围攻，两支军队在那里进行了九个多月的堑壕战。
与此同时，谢尔曼从查塔努加机动到亚特兰大，一路击败了南军的约瑟夫·E·约翰斯顿和约翰·贝尔·胡德。1864年9月2日，亚特兰大被攻陷，这确保了林肯总统的连任。 接着富兰克林-纳什维尔会战打响，胡德离开亚特兰大，四处转移，威胁谢尔曼的补给线，并侵入田纳西州。约翰·斯科菲尔德将军在富兰克林战役击败胡德，然后乔治·H·托马斯在纳什维尔战役中大败胡德，有效地摧毁了胡德的军队。
谢尔曼的军队随后离开亚特兰大和补给基地，向一个未知的目的地进军，在他的“向大海进军”中摧毁了乔治亚州大约20%的农场。1864年12月，他到达了佐治亚州萨凡纳的大西洋海岸。紧随谢尔曼的军队身后的是数千名获释的奴隶。在这场进军中，没有发生重大的战斗。谢尔曼接着向北穿过南卡罗来纳州和北卡罗来纳州，从南部接近在弗吉尼亚的联盟军战线，增加了对罗伯特·李的压力。 
由于逃兵和伤亡，李的军队现在比格兰特的少得多。1865年4月1日，在决定性的五叉战役中，联盟军最后一次突破联邦军对彼得堡的控制的尝试失败了。这意味着联邦军完全控制了里士满-彼得斯堡地区的整个外围，将它孤立起来。意识到首都已经失去，李决定撤离他的军队。在水手溪战役战败后，剩余的联盟部队向西撤逃。

## 邦聯投降
|                   | 年份    | 联邦             | 邦联            |
| ----------------- | ------- | ---------------- | --------------- |
| 人口              | 1860    | 22,100,000 (71%) | 9,100,000 (29%) |
| 人口              | 1864    | 28,800,000 (90%) | 3,000,000 (10%) |
| 自由民人口        | 1860    | 21,700,000 (81%) | 5,600,000 (62%) |
| 奴隶人口          | 1860    | 490,000 (11%)    | 3,550,000 (38%) |
| 奴隶人口          | 1864    | 可忽略           | 1,900,000       |
| 士兵              | 1860–64 | 2,100,000 (67%)  | 1,064,000 (33%) |
| 铁路里程 （英里） | 1860    | 21,800 (71%)     | 8,800 (29%)     |
| 铁路里程 （英里） | 1864    | 29,100 (98%)     | 可忽略          |
| 制造业占比        | 1860    | 90%              | 10%             |
| 制造业占比        | 1864    | 98%              | 2%              |
| 军工业占比        | 1860    | 97%              | 3%              |
| 军工业占比        | 1864    | 98%              | 2%              |
| 棉花产量 （棉包） | 1860    | 可忽略           | 4,500,000       |
| 棉花产量 （棉包） | 1864    | 300,000          | 可忽略          |
| 出口占比          | 1860    | 30%              | 70%             |
| 出口占比          | 1864    | 98%              | 2%              |

北軍在戰略以及經濟上的優勢使得罗伯特·李將軍終於于1865年4月放棄南部聯盟的首府里士满。这个城市是一個在迂迴曲折的補給線上難以防守的地點。雖然里士满已經深溝高壘，城市的補給被謝爾曼占據亞特蘭大削弱，並在格蘭特包圍彼得斯堡及補給里奇满的鐵路後完全中斷。
北軍勝利的態勢已經非常明顯。1865年4月9日，被格兰特包围的李將軍认为胜利无望，在弗吉尼亚的阿波马托克斯镇“麦克林房”（McLean House）向联邦军投降。受降的联邦军表现出了非传统的姿态，出于格兰特本人对李将军的尊敬，以及对南方和平回归和重建的期望，李将军被允许保留自己的佩剑和战马，李将军的军队被释放。
1865年4月14日晚，林肯遇刺，于第二天清晨逝世。安德鲁·约翰逊副总统立即接任总统。与此同时，战场中的上各个联盟军部队在听到李将军投降的消息后，接连投降。1865年4月26日，约瑟夫·E·约翰斯顿将军率领9万人的田纳西军向舍曼将军投降。这被认为是联盟军最大规模的一次投降。5月4日，所有在阿拉巴马和密西西比的联盟军投降。5月9日，约翰逊总统正式宣布叛乱结束。次日，联盟国总统杰斐逊·戴维斯被捕。6月2日，科尔比·史密斯率领联盟军泛密西西比战区部队正式投降。6月23日，切诺基部落领袖斯坦得·瓦提成为了最后一位投降的联盟军将军。最后一场投降发生于1865年11月6日，联盟军战舰线仙纳度号（CSS Shenandoah）投降。至此，为期4年的战争结束。

## 戰爭期間主要戰役
| 戰役（地點）                          | 時間               | 邦聯司令                           | 聯邦司令        | 邦聯軍 | 聯邦軍  | 勝方 | 傷亡數                                |
| ------------------------------------- | ------------------ | ---------------------------------- | --------------- | ------ | ------- | ---- | ------------------------------------- |
| 葛底斯堡之役 （賓夕法尼亞州）         | 1863年7月1日–3日   | 羅伯特·李                          | 喬治·米德       | 75,000 | 82,289  | 聯邦 | 總：51,112 聯：23,049 邦：28,063      |
| 奇卡莫加之役 （喬治亞州）             | 1863年9月19日–20日 | 布拉克斯頓·布萊格                  | 威廉·羅斯克蘭斯 | 66,326 | 58,222  | 邦聯 | 總：34,624 聯：16,170 邦：18,454      |
| 第一次牛奔河之役 （維吉尼亞州）       | 1861年7月21日–4日  | 皮埃尔·博雷加德                    | 欧文·麦克道尔   | 28,000 | 30,000+ | 邦聯 | 總：4,878 聯：2,896 邦：1,982         |
| 第二次牛奔河之役 （維吉尼亞州）       | 1862年8月29日–30日 | 羅伯特·李                          | 約翰·波普       | 50,000 | 62,000  | 邦聯 | 總：約18,300 聯：約10,000 邦：約8,300 |
| 錢瑟勒斯維爾之役 （維吉尼亞州）       | 1863年5月1日–4日   | 羅伯特·李                          | 约瑟夫·胡克     | 60,892 | 133,868 | 邦聯 | 總：30,099 聯：17,278 邦：12,821      |
| 史波特斯凡尼亞郡府之役 （維吉尼亞州） | 1864年5月8日–19日  | 羅伯特·李                          | 尤里西斯·格蘭特 | 50,000 | 83,000  | 不明 | 總：27,399 聯：18,399 邦：9,000       |
| 安提塔姆之役 （馬里蘭州）             | 1862年9月17日      | 羅伯特·李                          | 乔治·B·麦克莱伦 | 51,844 | 75,316  | 聯邦 | 總：26,134 聯：12,410 邦：13,724      |
| 莽原之役 （維吉尼亞州）               | 1864年5月5日–7日   | 羅伯特·李                          | 約翰·波普       | 48,527 | 75,696  | 邦聯 | 總：25,251 聯：16,054 邦：9,197       |
| 斯通河之戰 （田納西州）               | 1862年12月31日     | 布拉克斯頓·布萊格                  | 威廉·羅斯克蘭斯 | 37,739 | 41,400  | 聯邦 | 總：24,645 聯：12,906 邦：11,739      |
| 唐奈爾森堡之役 （田納西州）           | 1862年2月13日–16日 | 約翰·佛洛伊德 西蒙·玻利瓦尔·巴克纳 | 尤里西斯·格蘭特 | 21,000 | 27,000  | 聯邦 | 總：19,455 聯：2,832 邦：16,623       |
| 夏罗之役 （田納西州）                 | 1862年4月6日–7日   | 艾伯特·強斯頓 皮埃尔·博雷加德      | 尤里西斯·格蘭特 | 40,335 | 62,682  | 聯邦 | 總：23,741 聯：13,047 邦：10,694      |
| 漢普頓錨地海戰 （維吉尼亞州）         | 1862年3月8日–9日   | 不明                               | 不明            | 不明   | 不明    | 平手 | 總：278 聯：261 邦：17                |

## 戰後重建
邊境州份密蘇里州及馬里蘭州隨戰事的進展終止奴隸制度，在1864年12月国会動议美国宪法第十三修正案，第十三修正案在1865年底生效，全美國廢止奴隸制度。1868年第十四修正案確定公民權利及給予聯邦政府更大權力以要求各州提供平等法律保障。1870年訂立第十五修正案保證男性黑人（不包括女性黑人）投票權利。第十四和第十五修正案推翻了美國最高法院1857年史考特訴桑福德案的決定，但特別在第十四修正案，有意想不到及深遠的影響。然而戰後美國北方最大城市紐約市的哈林區搬入愈來愈多黑人居民後，原本的白人居民就搬家離開，不願與黑人為鄰，可見當時在美國北方的白人和黑人也有情感的隔閡，在白人心中，南北戰爭實際上與廢除奴隸制關係並不明顯，差別只在於南方以脫離聯邦作威脅，而北方反對分裂，且有不少認為只要維持聯邦統一，可以維持奴隸制。
由1876年大選到1964年大選，喬治亞州、阿拉巴馬州、密西西比州及阿肯色州選舉人票投給民主黨，南卡羅萊那州及路易斯安那州例外的各只有一張。大部分其他曾脫離聯邦的州份也壓倒性地投票支持民主黨，各州的地方選舉也有同樣主流性的支持趨勢。這個現象被稱為頑固的南方（Solid South）。但是，當民主黨總統林登·詹森在1964年簽署民權法案後，在1964年南部州份的民主黨離棄他而轉投共和黨的貝利·高華德，南方在隨後數十年遂漸成為共和黨的票倉。
南方的生存者還是受到戰後的貧窮。此外，大部分的政治權力都转移到北方。由於聯邦向南方進攻，南方遭到更多的損失。虽然聯邦願意在战后重建南方（1865—1877），但战后75年内，維克斯堡的市民都一直拒絕紀念美国独立日，而密西西比州的州议会直到1995年才接受美國憲法第十三修正案。
同樣地，美國的北部虽然獲得了經濟和政治上的勝利，但也因此而付出了很多牺牲，其中包括被支持南方的恐怖份子刺殺的林肯總統。战后数十年里，共和黨的政治人物仍透过挑起战争的记忆来攻擊自己的對手民主黨（这一策略被稱為「揮动血衣」）。並且，戰爭和重建導致的南北衝突不斷，令許多北方人對南部失去興趣，这使得共和黨在1876年大选后并不费力地就放棄了重建南方的計劃。同時，南方的貧窮現象日益嚴重，北方人也視之不理，更别說南方民主黨的政治人物經常給聯邦政府添加麻煩。同时，北方也没有在南方严格保护民权。
随着时间的流逝，不少人的思想觀念都有所改變。1932年民主黨富蘭克林·德拉諾·羅斯福当选为总统，令南方進入了一個新時代。南方人也和北方人一样，開始重新考慮聯邦政府在經濟上的地位。此后进行了一系列的公眾設施興建計劃，像田納西河谷管理局，就为南方建设立了不少公共设施（如鐵路、公路、下水道等）。儘管如此，衝突並沒有因為這樣而停止，在戰後仍存在的有民權運動，與一系列守舊的反聯邦政治行動。
戰後的南方被美國實行“半軍事管制”，但美國聯邦政府對奴隸主很寬容，致使重建中的南方一直存在奴隸制的殘餘，南方在戰後形成了「三K党」，很久以後才消散。而南方重建一直很艱難。

## 後世影響

### 科技
南北戰爭成為了十九世紀首次現代化型態的戰爭，而鐵甲艦、左輪手槍、機關槍和狙擊槍也在南北戰爭中大放異彩。同時南北戰爭中的戰地新聞報導，帶動了報業發達，而戰爭中也首次使用摩斯密碼與電報通訊。另外南北戰爭也使用火車運輸士兵和物資與火砲開赴前線。内战消灭了奴隶制，从而为美国的资本主义迅速发展扫清了道路。《宅地法》的实施，加速了西部的开发。人口的補充需求使得各國移民帶來了新思想，因而19世纪末美国一跃而成为世界上最先进的工农业资本主义大国。

### 医疗

#### 醫療手段
南北戰爭時期，醫療手段雖在戰爭階段有提高，但仍處於較低水準，醫療環境也比較惡劣。由於傷員人數過多，空間物資有限，許多傷員只能待在露天臨時醫院。針對傷員，由於醫生人數和治療時間的限制，人們主要採用截肢的方法治療傷員，以致戰爭後，留下許多四肢不全的殘疾人。手術過程中，人們採用帶有毒性的氯仿作为麻醉劑，用類似“砍刀”的手術刀進行各種手術，受當時醫療水準的限制，人們不了解感染，更不会採取任何有效措施來預防感染。當時的士兵面臨着很大在戰場上被槍殺的危險，但他們同時面對着手術過程中感染致死的高風險。此外，當時的藥物不僅從種類上無法與現今日相比，非常有限，從數量上也遠遠難以與需求接軌。總體來講，南北戰爭期間，醫療手段是處於一個相對來說很低的水準。

#### 综合医院
综合医院（General Hospital），是南北战争时期在美国得到空前发展的战时医疗系统。其在医疗建筑设计、设施支援、人事管理以及卫生环境等方面填补战时医疗的巨大空白。1861年6月，联军医疗上将W.A.Hammond首先提出饱含消毒卫生管理的医院设想。与之前的战场外医院不同，综合医院不再简单建于民宿、旅馆或是教堂、学校，而是由政府集资定点建造。截至1864年6月30日，统计数据显示，全美共建设综合医院204所，包含136,894个床位，收纳战争中出现的伤病员超过1,057,523人次。
根据当时的理论，医院死亡率居高不下的原因是，大量伤病员聚集产生“医院毒气”，反毒害患者。于是，依靠良好的通风来维持医院的安全环境便成为其时广为人所接受的解决方案。综合医院的建造虽然并未跳脱当时不完善的理论背景，但因采用长式帐篷结构而通风良好，并做到病人的分区护理而起到较好的卫生效果。
由于较同时代医院而言更科学的建筑、卫生条件、人员分配，综合医院在南北战争4年期间，死亡率仅为8％，是战时医疗的一个新突破。

#### 医护人员
南北战争刚开始时，联邦军队没有医疗部门，联邦政府虽然设置医务部，但相应的医疗人员系统却没有建立起来。战争进行的过程中，双方的医疗人员系统才逐渐完善并发挥职能。

##### 医生
军医：职衔等于少校，军医一般是教育程度最高、经验最丰富的医生，通常拥有至少五年的从医经历，并需要通过军医考试才能得到委任。军医负责对伤情严重的病人进行复杂的进一步治疗，有的还负责医院的行政管理。
助理军医：职衔等于上尉。相比于军医年纪更轻、经验更少，也需要通过专门的助理军医考试才能得到委任。负责简单的治疗任务，并负责在紧临战场的急救站进行伤情的初步处理、伤员运送指挥等工作。
合同军医：通常在一场战役之后，军队所任命的医生（军医、助理军医）不足以治疗大批伤员时，军队临时雇佣的医生。他们大多因健康、家人、工作等影响而不能长期服役，也有的是由于未通过军医资格考试成为合同军医。
南北战争初末时期军医数目统计：
| 勢力 | 1861（初期）      | 1865（末期）                   |
| ---- | ----------------- | ------------------------------ |
| 联邦 | 军医处处长（1名） |                                |
| 联邦 | 军医（30名）      | 总共10000以上                  |
| 联邦 | 助理军医（84名）  |                                |
| 联邦 | 军医处处长（1名） |                                |
| 邦联 | 军医（4名）       | 军医（不包括合同军医）约4000名 |
| 邦联 | 助理军医（6名）   |                                |

##### 護士
在南北战争前，美国并没有专门的护理師职业。生病的人一般由自己的女性亲属，比如母亲、妻子、姐妹等来照顾。手术也常在患者家中进行，并且医生在手术的同时指导女性亲属如何协助手术并护理病人。没有女性亲属的病人将被送到福利院。福利院中由正在康复和已经康复的人作为医护人员，也就是说在病人康复以后，他将留在福利院一段时间以护理其他病人。军队中也采取类似的方法，由康复的伤兵照顾的新送来的伤员。
后来随着战争爆发，伤员越来越多，原来的体制已经不能满足需求，于是很多女性作为职业护理師被雇用。但社会上存在着很多反对的声音。很多人认为妇女的活动范围仅限为家中和女性俱乐部，而非战场，而且女性當時更多的作为男性的附属，不能照顾非亲属的男性。此外还有人怀疑女性是否能克服对血腥战场的恐惧以及女性对男人的性吸引可能会导致一些不太好的事情发生。这也是为什么后来女性护理師必须长相平凡、不准佩戴饰品、穿着必须朴素等等。不过女人们奋力为自己辩解。她们认为护理伤员是她们活动范围的延伸，而且她们曾经护理过自己的男性亲属，所以经验丰富。此外，南丁格尔等英雄的例子也说明女性完全可以胜任护理師的角色。
女性护理師在工作中也会遇到很多的困难。首先男性医生并不待见女护理師，因为女护理師认为自己经验丰富，经常提出违背医生的想法，而这样的行为在当时等级制度森严的医院是难以被容忍的，因此很多男性医生对待护理師的态度十分恶劣，以希望这些女护理師不堪忍受而主动放弃工作。此外护理師的工作也十分繁重，一天要工作14－16个小时，很多人甚至没有时间吃饭，或者直接躺在医疗物资包上就睡着。除了日常的护理清扫等动作，护士还要为伤兵读写信，甚至跳舞唱歌等等。
凭借着在南北战争中的巨大贡献，女性在战后的地位大幅提升，也为后来妇女投票权的争取奠定基础，护理師也作为一种职业在战后保留下来。

### 宗教
許多宗派早對蓄奴制度有不同看法, 如貴格會向來反對奴隸制。開戰前由於南北雙方奉行的政策不同，加上第二次大覺醒的影響，使得宗教界也出現嚴峻的考驗，北方的教會不斷設法通過對聖經經文的不同詮釋，對解放黑奴加以辯護。在南方的教會領袖如：羅伯特·劉易斯·達布尼（Robert Lewis Dabney）引用了喀爾文宗的思想，支持奴隸制，和南方脫離聯邦的行動提供看似合理的理論依據。因為南北的分歧，使得教會間互不信任、互相抨擊，導致教會的分裂。長老會早在1837年早已分裂為美北長老會與美南長老會，除了種族問題，其它的事件使得教派分裂更為複雜化。而衞理宗及浸信會也在這一波風暴中各自分歧為美北衛理宗、美南衛理宗，以及美南浸信會和美北浸禮會。

## 文藝相關

### 電影
- 《亂世佳人》（Gone with the Wind，該片獲得奧斯卡最佳影片獎、奧斯卡最佳女主角獎等多項）
- 《冷山》（Cold Mountain）
- 《众神与将军》又名戰役風雲（Gods and Generals）
- 《蓋茨堡之役》（英文原著《天使杀手》）
- 《光榮戰役》（Glory）
- 《與魔鬼共騎》（Ride with the Devil）
- 《黃金三鏢客》（The Good, the Bad, the Ugly）
- 《一個國家的誕生》（The Birth of a Nation）
- 《吸血鬼獵人林肯》（Abraham Lincoln: Vampire Hunter）
- 《林肯》（Lincoln，該片獲得奧斯卡最佳男主角獎）
- 《飆風戰警》（Wild Wild West）
- 《烈火邊境》（Free State of Jones）
- 《八惡人》（The Hateful Eight）
- 《失鞋戰場》（Field of Lost Shoes）
- 《溫特斯特鬼屋》（Winchester）
- 《魅惑》（The Beguiled），中國大陸譯《牡丹花下》，香港譯《美麗有毒》）是一部2017年的美國劇情電影
- 《将军号》（The General)
- 《她們》（Little Women (2019)，該片獲得奧斯卡最佳服裝設計獎）
- 《決戰時刻》（The Patriot）

### 小說
- 飄
- 小婦人
- 湯姆叔叔的小屋
- 姊妹
- 决战葛底斯堡

## 扩展阅读
- Gugliotta, Guy. New Estimate Raises Civil War Death Toll （页面存档备份，存于）, The New York Times, April 3, 2012, p. D1 (of the New York edition), and April 2, 2012, on NYTimes.com. Retrieved 2012-04-03 online.
- Heidler, David S.; Heidler, Jeanne T.; Coles, David J. . Santa Barbara, California: ABC-CLIO. 2002. ISBN 978-1-57607-382-7.
- .  (第11版). London. 1911.
- Tidball, John Caldwell. The Artillery Service in the War of the Rebellion 1861-1865 （页面存档备份，存于） (reprint 2011) Westholm Publishing ISBN 978-1594-16-1490.
- The Civil War: A Visual History, DK 2011
- Weeks, Michael. The Complete Civil War Road Trip Guide: More than 500 Sites from Gettysburg to Vicksburg   Countryman Press 2016
- Shaara, Jeff. Civil War Battlefields: Discovering America's Hallowed Ground Ballantine Books 2006
- Edwards, F Laura. A Legal History of the Civil War and Reconstruction: A Nation of Rights  Cambridge University Press 2015
- McPherson, James M. . Oxford, New York: Oxford University Press. 1988. ISBN 978-0-19-503863-7.
- McPherson, M James. The War That Forged a Nation: Why the Civil War Still Matters Oxford University Press 2017